# Дорош Андрій Юліанович
Андрій Юліанович Дорош (9 травня 1948, Львів — 15 серпня 2009, там само) — львівський історик, мистецтвознавець, колекціонер. Син Юліана Дороша.

## Життєпис
Народився Андрій Дорош 9 травня 1948 року у Львові в родині відомого фотографа, мистецтвознавця Юліана Омеляновича та Стефанії Михайлівни Дорошів. Після закінчення львівської середньої школи № 28 вступив на вечірнє відділення історичного факультету Львівського державного університету імені Івана Франка, яке закінчив у 1972 році.
Від 1967 року працював науковим співробітником Львівського музею українського мистецтва. У 1977 році перейшов працювати у Державний історико-архітектурний заповідник у Львові, який згодом перетворився на Управління охорони історичного середовища Львівської міської ради. Рівночасно, з відкриттям у 1996 році Львівського палацу мистецтв, де Андрій Дорош впродовж 11 років займав посаду головного мистецтвознавця. Співпрацюючи з видавництвом «Центр Європи» та низкою періодичних видань, Андрій Дорош в міру можливостей намагався впливати на хід мистецького процесу у Львові. 
Помер 15 серпня 2009 року у власному помешканні у Львові. Похований на 23 полі Личаківського цвинтаря.

## Доробок
Автор вступних статей до каталогів виставок творів С. Голінчака, А. Гончарук, О. Каменецької-Остапчук, П. Обаля, І. Фартух; розвідок у періодичних виданнях з питань історії та сучасних проблем архітектури й образотворчого мистецтва Західної України. Уклав альбом-каталог «Іван Крушельницький. Графіка» (2004). Автор книг «Подих італійського Ренесансу в Галичині» (2002), «Хресту твоєму: Твори Тараса Лозинського» (2006), а також путівника «Львів: Проходи не без задоволення і з мораллю» (2008).